# Dosi equivalent
La dosi equivalent és un magnitud física, es defineix com la dosi absorbida ponderada en termes del dany potencial de les diferents radiacions, les radiacions alfa i de neutrons produeixen un dany unes vint vegades més gran que el de les radiacions beta i gamma. Es mesura en sieverts (Sv), equival també a un joule per quilogram.
Afinant encara més, certes parts del cos són més vulnerables que altres. Aquests factors de ponderació venen donats per la Comissió Internacional de Protecció Radiològica. Per exemple, és més probable que una determinada dosi equivalent de radiació causi càncer de pulmó que càncer de tiroides, la medul·la òssia i la resta del sistema de producció de la sang es troben entre les parts més sensibles de l'organisme i els òrgans reproductors són particularment sensibles respecte al risc associat a danys genètics (els testicles en major proporció que els ovaris).
- Existeixen diferents tipus de dosi equivalent:
  - Dosi equivalent efectiva
  - Dosi equivalent efectiva col·lectiva:
  - Compromís de dosi equivalent efectiva col·lectiva